# Vèrtebra
Es denomina vèrtebra cada un dels ossos que conformen la columna vertebral. En els éssers humans hi ha 33-34 vèrtebres durant l'etapa fetal i en la infància (7 cervicals + 12 toràciques + 5 lumbars + 5 sacres + 4 o 5 del còccix), i durant l'etapa adulta només n'hi ha 26 pel fet que els ossos del sacre i el còccix se solden convertint-se en un os cada un. Cadascuna d'elles es troba separada de la immediata inferior per mitjà d'un disc intervertebral, exceptuant les 5 vèrtebres del sacre i les 4 del còccix, per la seva unió.
Les vèrtebres s'alineen entre si pels anomenats cossos vertebrals i per les seves apòfisis articulars. Entre una vèrtebra i una altra hi ha nuclis de teixit connectiu lax que s'anomenen discs intervertebrals.
Amb excepció de la primera i la segona vèrtebra cervical, les anomenades vèrtebres veritables o movibles (pertanyents a les esmentades tres regions superiors) presenten certs trets comuns que són millor reconeguts examinant una vèrtebra del mig de la regió toràcica.

## Estructura
- Cos vertebral
- Pedicle
- Apòfisis
  - Transverses
  - Espinoses
  - Articulars
    - Superior
    - Inferior
- Làmina
- Forats
  - Intervertebrals (Entre dues vèrtebres)
  - Vertebral (Per on passa la medul·la espinal)
- Disc intervertebral

## Variacions regionals
Es distingeixen per la seva morfologia i localització:
- Cervicals.
- Dorsals o toràciques
- Lumbars
- Sacres
- Coccigeals